# Mohamed Bensaid Aït Idder
Mohamed Bensaid Aït Idder (àrab: مُحمَّد بن سعيد أيت إيدر)  (Massa, 1 de juliol de 1925 - Rabat, 6 de febrer de 2024) va ser un resistent i polític marroquí.

## Biografia
Nasqué a Timensourt, a la regió de Chtouka-Aït Baha. Va començar els seus estudis a diverses escoles alcoràniques tradicionals del Souss. Cap el 1945 va ingressar a la Universitat Ibn Youssef de Marràqueix, en una època on hi havia nombrosos nacionalistes força actius com Abdellah Ibrahim o Mohamed Basri, més conegut com a Fqih Basri. Abans d'unir-se formalment a la resistència, Aït Idder va tractar amb el paixà de Marràqueix Thami El Glaoui qui dirigia tota la regió de l'Alt Atles. En represàlia, fou posat sota arrest domiciliari al protectorat francès.
Des de 1955, Bensaïd Aït Idder es va unir a l'Exèrcit d'Alliberament Nacional (ALN) al sud (en el protectorat espanyol), i des de 1957 passà al sud per armar les tribus saharauis per tal de combatre francesos i espanyols, encara presents al sud marroquí. El 1958 va veure impotent la destrucció de l'ALM en l'Operació Écouvillon.
Membre de l'Istiqlal, participà en l'escissió de 1959 per la qual es va crear la UNFP. El 1960 fou inculpat d'un complot fictici i posteriorment en el complot de juliol de 1963, raó per la qual fou condemnat a mort per «complot contra la monarquia». Es va exiliar a l'Estat francès, on va mantenir contacte amb el dirigent del Tanzim, Mohamed Fqih Basri.
El 1981 fou amnistiat i va poder tornar al Marroc, on va aplegar un grup de militants del Moviment 23 de març per fundar el 1983, el partit Organització de l'Acció Democràtica Popular, del que en restarà el dirigent clau fins a la fusió el 2002 amb altres partits del moviment esquerrà Partit Socialista Unificat, del que en fou president fins al 2005.
En setembre de 1984 fou elegit diputat de la circumscripció de Chtouka Aït Baha a la Cambra de Representants del Marroc, escó que va mantenir fins al 2007, ja que va refusar presentar-se a les eleccions legislatives.
Durant la dècada del 1990 Bensaïd Aït Idder va formar part dels refundadors de la Koutla, tot i que es manifesta un esperit d'independència que els seus socis (Istiqlal, USFP, PPS) i els poders fàctics apreciaren molt poc. En 1989 i en 1992 va interpel·lar als ministres de justícia i de l'interior sobre la sort dels detinguts de Tazmamart. En 1996, l'OADP es va negar a donar suport la constitució de 1996.
En juliol de 2015 el rei Mohammed VI el condecorà amb l'Orde del Wissam Alauita, la més alta distinció del Marroc.